# Arawa
Arawa – miasto w Papui-Nowej Gwinei na Wyspie Bougainville’a; liczy około 38 tysięcy mieszkańców (2013). Jedno z większych miast kraju.